# Mission: Yozakura Family
Mission: Yozakura Family (jap. 夜桜さんちの大作戦 Yozakura-san Chi no Daisakusen) ist eine Manga-Serie von Hitsuji Gondaira, die von 2019 bis 2025 in Japan erschien. Die romantische Komödie über einen Jungen, der überraschend in eine Familie von Spionen einheiraten und selbst Agent werden muss, wurde in mehrere Sprachen übersetzt. 2024 kam eine Adaption als Anime-Fernsehserie heraus, die 2026 mit einer zweiten Staffel fortgesetzt werden soll.

## Inhalt
Der schüchterne Oberschüler Taiyo Asano hat nur mit Mutsumi Yozakura, die er schon seit früher Kindheit kennt, eine enge Beziehung aufbauen können, denn seine Eltern sind vor langem bei einem Autounfall gestorben, wonach Taiyo Angst hatte, erneut ihm nahestehende Menschen zu verlieren, und keine Freundschaften schließen konnte. Doch Mutsumi ist die Tochter einer Agentenfamilie und wird von ihrem überfürsorglichen großen Bruder Kyoichiro beschützt – oder eher bedrängt. Sie wurde einmal als kleines Kind verletzt und seither will Kyoichiro sie vor allem beschützen, auch vor Liebesbeziehungen. Da nun auch Taiyo ihr näher zu kommen droht, will Kyoichiro ihn umbringen und stellt sich damit gegen Mutsumis Wunsch. Taiyo will den Kontakt zu ihr nicht verlieren und willigt ein, von nun an bei der Familie einzuziehen und Mutsumi zu heiraten, denn Familienmitglieder greift auch Kyoichiro nicht an. So wird Taiyo überraschend Mutsumis Ehemann und muss nun auch Agent werden. Beim Training muss der freundliche und mitfühlende junge Mann sich nun ganz neue Fähigkeiten aneignen, um seine Frau beschützen zu können. Die ist, wie alle in der Familie, längst zu einer Top-Spionin ausgebildet worden.

## Veröffentlichung
Der Manga wurde von August 2019 bis Januar 2025 im Magazin Shūkan Shōnen Jump veröffentlicht. Dessen Verlag Shūeisha brachte die Kapitel von Februar 2020 bis März 2025 auch in insgesamt 29 Sammelbänden heraus. 2020 wurde die Serie für den Tsugi ni Kuru-Manga-Preis nominiert.
Eine deutsche Übersetzung von Nana Umino erscheint seit Oktober 2022 bei Carlsen Manga in bisher 16 Bänden (Stand Juli 2025). Die Übersetzung stammt von Nana Umino. Auf Englisch erscheint der Manga bei Viz Media, auf Spanisch bei Norma Editorial und auf Italienisch bei J-Pop. Über die Plattform Manga Plus wird die Serie international zeitnah zur japanischen Magazin-Veröffentlichung in mehreren Sprachen zugänglich gemacht.
| Band | Japanisch        | Japanisch              | Deutsch          | Deutsch                |
| Band | Veröffentlichung | ISBN                   | Veröffentlichung | ISBN                   |
| ---- | ---------------- | ---------------------- | ---------------- | ---------------------- |
| 01   | 4. Feb. 2020     | ISBN 978-4-08-882178-8 | 26. Sep. 2022    | ISBN 978-3-551-02296-7 |
| 02   | 3. Apr. 2020     | ISBN 978-4-08-882243-3 | 29. Nov. 2022    | ISBN 978-3-551-02297-4 |
| 03   | 4. Juni 2020     | ISBN 978-4-08-882334-8 | 31. Jan. 2023    | ISBN 978-3-551-02298-1 |
| 04   | 4. Aug. 2020     | ISBN 978-4-08-882382-9 | 28. März 2023    | ISBN 978-3-551-02299-8 |
| 05   | 4. Nov. 2020     | ISBN 978-4-08-882475-8 | 30. Mai 2023     | ISBN 978-3-551-02300-1 |
| 06   | 4. Jan. 2021     | ISBN 978-4-08-882532-8 | 1. Aug. 2023     | ISBN 978-3-551-02974-4 |
| 07   | 4. März 2021     | ISBN 978-4-08-882579-3 | 26. Sep. 2023    | ISBN 978-3-551-02975-1 |
| 08   | 30. Apr. 2021    | ISBN 978-4-08-882663-9 | 28. Nov. 2023    | ISBN 978-3-551-02976-8 |
| 09   | 2. Juli 2021     | ISBN 978-4-08-882709-4 | 31. Jan. 2024    | ISBN 978-3-551-02977-5 |
| 10   | 4. Okt. 2021     | ISBN 978-4-08-882792-6 | 26. März 2024    | ISBN 978-3-551-02978-2 |
| 11   | 4. Jan. 2022     | ISBN 978-4-08-883009-4 | 29. Mai 2024     | ISBN 978-3-551-02979-9 |
| 12   | 4. März 2022     | ISBN 978-4-08-883038-4 | 30. Juli 2024    | ISBN 978-3-551-78829-0 |
| 13   | 3. Juni 2022     | ISBN 978-4-08-883143-5 | 1. Okt. 2024     | ISBN 978-3-551-79206-8 |
| 14   | 2. Sep. 2022     | ISBN 978-4-08-883227-2 | 9. Jan. 2025     | ISBN 978-3-551-80167-8 |
| 15   | 4. Nov. 2022     | ISBN 978-4-08-883288-3 | 1. Apr. 2025     | ISBN 978-3-551-80168-5 |
| 16   | 4. Jan. 2023     | ISBN 978-4-08-883420-7 | 1. Juli 2025     | ISBN 978-3-551-80533-1 |
| 17   | 4. Apr. 2023     | ISBN 978-4-08-883448-1 | 30. Sep. 2025    | ISBN 978-3-551-80534-8 |
| 18   | 4. Juli 2023     | ISBN 978-4-08-883567-9 | 9. Jan. 2026     | ISBN 978-3-551-80635-2 |
| 19   | 4. Sep. 2023     | ISBN 978-4-08-883667-6 |                  |                        |
| 20   | 2. Nov. 2023     | ISBN 978-4-08-883748-2 |                  |                        |
| 21   | 4. Jan. 2024     | ISBN 978-4-08-883794-9 |                  |                        |
| 22   | 4. März 2024     | ISBN 978-4-08-883845-8 |                  |                        |
| 23   | 4. Apr. 2024     | ISBN 978-4-08-884002-4 |                  |                        |
| 24   | 4. Juni 2024     | ISBN 978-4-08-884119-9 |                  |                        |
| 25   | 2. Aug. 2024     | ISBN 978-4-08-884134-2 |                  |                        |
| 26   | 4. Okt. 2024     | ISBN 978-4-08-884212-7 |                  |                        |
| 27   | 4. Dez. 2024     | ISBN 978-4-08-884354-4 |                  |                        |
| 28   | 4. Feb. 2025     | ISBN 978-4-08-884432-9 |                  |                        |
| 29   | 4. März 2025     | ISBN 978-4-08-884435-0 |                  |                        |

## Anime
Im Dezember 2022 wurde angekündigt, dass eine Anime-Serie im Studio Silver Link produziert wird. Die 27 Folgen wurden vom 7. April 2024 bis 6. Oktober 2024 bei den Sendern MBS, TBS, BS NTV und AT-X ausgestrahlt. Zeitgleich wurde die Serie von Disney+ international veröffentlicht. Regie führte Mirai Minato, der auch die Drehbücher schrieb. Das Charakterdesign entwarf Mizuki Takahashi und die künstlerische Leitung Hideto Nakahara. Die Tonarbeiten leitete Tōru Kanegae und die Kameraführung verantwortete Atsushi Satō.
Nach Ausstrahlung der letzten Episode der ersten Staffel wurde eine zweite Staffel angekündigt, die im Jahr 2026 ausgestrahlt werden soll.

### Synchronisation
| Rolle                | japanischer Sprecher (Seiyū) |
| -------------------- | ---------------------------- |
| Mutsumi Yozakura     | Kaede Hondo                  |
| Kyōichirō Yozakura   | Katsuyuki Konishi            |
| Taiyō Asano-Yozakura | Reiji Kawashima              |

### Musik
Die Musik der Serie wurde komponiert von Kōji Fujimoto und Osamu Sasaki. Für den Vorspann verwendete man das Lied Unmei-chan von Ikimono-gakari und der Abspann ist unterlegt mit fam! von ChiCO.